# Gerolsbach
Gerolsbach è un comune tedesco di 3 320 abitanti, situato nel land della Baviera.